# Akaike
Akaike (赤池町, Akaike-machi) est un ancien bourg situé dans le district de Tagawa, dans la préfecture de Fukuoka, au Japon. Le 6 mars 2006, il est réuni avec d'autres localités pour former la nouvelle ville de Fukuchi.
En 2003, Akaike compte 9 870 habitants pour une densité de 609,26 personnes au kilomètre carré. Sa superficie est de 16,20 km2.
À Akaike naît une doyenne de l'humanité, Yone Minagawa, en 1893.